# John Bartlow Martin
John Bartlow Martin (3 de agosto de 1915 ; † 3 de enero de 1987), fue un periodista y escritor estadounidense. Realizó las funciones de embajador en la República Dominicana y las de escritor de discursos y confidente de muchos políticos de Estados Unidos como Adlai Stevenson, John F. Kennedy, Robert F. Kennedy, Lyndon B. Johnson y Hubert Humphrey.

## Biografía
Martin nació en Hamilton, Ohio hijo de John y Laura Martin y cuando era aún pequeño se mudó con su familia a Indianápolis, Indiana. Martin tuvo una niñez infeliz marcada por la pobreza, los pleitos de sus padres y la muerte de un hermano. A los 16 años se recibió de bachiller y pasó un año en DePauw University hasta lograr más tarde el grado de periodista. 
Debido quizás al impacto de su niñez , Martin centró en un primer momento su trabajo de periodista en la preocupación por los desposeídos y olvidados , los criminales, los indigentes y los obreros. Realizó publicaciones en el Saturday Evening Post, Life Magazine, Colliers, Atlantic Monthly, y Harper's, siendo galardonado con el Benjamin Franklin Award por 4 años consecutivos. 
Martin fue contratado en 1952 como escritor de discursos por el entonces gobernador de Illinois Adlai Stevenson y más tarde trabajó en la campaña presidencial de John F. Kennedy. 
Fue designado embajador americano en la República Dominicana de 1962 a 1964. Martin llegó a la isla al poco tiempo de la muerte del dictador Rafael Trujillo y estuvo muy de cerca del recién electo presidente Juan Bosch. Martin renunció poco después de la muerte de John F. Kennedy pero regresó a la República Dominicana como enviado especial en 1965 durante la invasión americana ordenada por el presidente Johnson. En esa ocasión ejerció una función de procónsul a favor de los sectores reaccionarios opuestos al retorno del depuesto presidente Juan Bosch y contrario a los sectores progresistas que propugnaban por el retorno a la constitucionalidad perdida con el golpe de Estado contra Bosch[cita requerida].
Martin murió de cáncer de garganta en 1987.